# Энгельгардт, Александр Николаевич (учёный)
Алекса́ндр Никола́евич Энгельга́рдт (21 июля [2 августа] 1832, Климово, Бельский уезд, Смоленская губерния, Российская империя — 21 января [2 февраля] 1893, село Батищево, Дорогобужский уезд, Смоленская губерния) — русский публицист-народник,  агрохимик и педагог; отец Михаила и Николая Энгельгардтов.

## Биография
Александр Энгельгардт родился в семье крупного землевладельца Николая Федоровича Энгельгардта в имении Климово Смоленской губернии (ныне — Ярцевский район Смоленской области). До 16 лет обучался и воспитывался дома, а затем поступил на курсы офицеров при Михайловском артиллерийском училище. По окончании училища в 1853 году он оборудовал свою домашнюю лабораторию, в которой ставил опыты по органической химии. Он также посещал лекции академика Н. Н. Зинина в медико-хирургической академии и самостоятельно штудировал только что появившуюся книгу Жерара «Введение в изучение органической химии», отражавшую новейшие научные взгляды в этой области знаний.
После посещения уральских горных заводов осенью 1853 года поступил на службу в литейную мастерскую Санкт-Петербургского арсенала, через полтора года был переведён в Новый арсенал начальником литейной мастерской, а в 1855 году знакомился со сталелитейным производством на пушечных заводах Круппа.
В 1854 году в «Артиллерийском журнале» опубликовал первую свою работу «О гомолактинной кислоте, образующейся при добывании гремучекислой ртути», а в 1855 году в Бюллетене Академии наук были опубликованы его работы «О действии анилина на изатин, бромизатин и хлоризатин» и «О действии броманилина и хлоранилина на изатин».
Преподавал химию в Александровском лицее.
В 1857 году он вместе с Н. Н. Соколовым основал частную химическую лабораторию, а в 1859 году учредил и редактировал первый научный русский журнал по химии «Химический журнал Н. Соколова и А. Энгельгардта». В этом журнале, помимо издателей, печатали свои работы Д. И. Менделеев, А. М. Бутлеров и другие ученые. За период 1857—1870 гг. А. Н. Энгельгардт опубликовал около пятидесяти работ по органической химии и артиллерийскому делу, а также издал «Сборник общепонятных статей по естествознанию» (1867).
В 1864 году он был назначен профессором химии во вновь открытый Петербургский земледельческий институт. В то время его научные интересы начали всё более склоняться к вопросам агрономической химии. Он разработал предложенный П. А. Ильенковым щелочной метод разложения костей и пропагандировал местное хозяйственное производство фосфорных удобрений взамен кислотной переработки костей на суперфосфат. По поручению департамента земледелия А. Н. Энгельгардт в 1866 году обследовал залежи фосфоритов в Смоленской, Курской, Орловской и Воронежской губерниях и произвёл анализы русских фосфоритов.

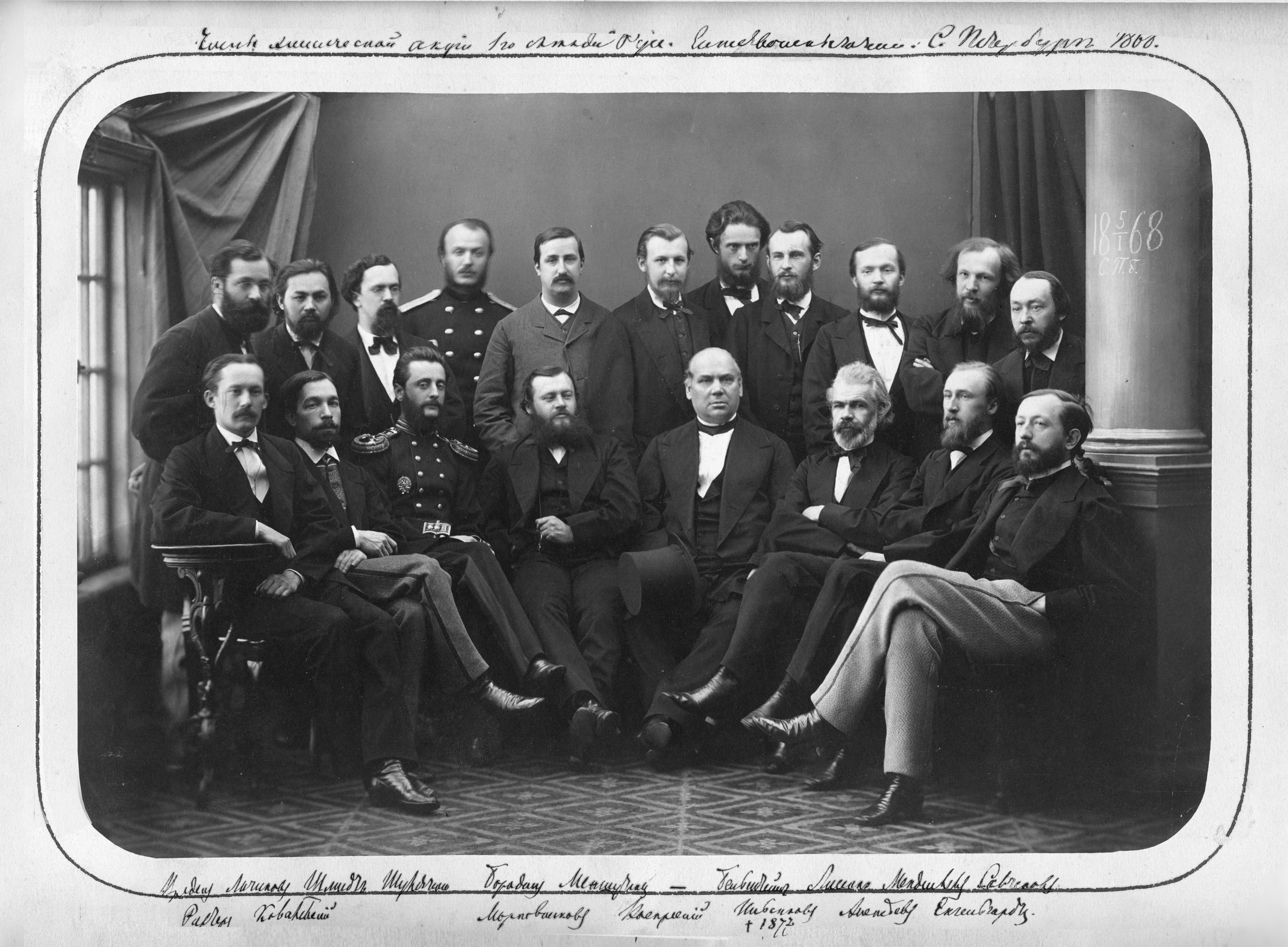
Русское химическое общество. А. Н. Энгельгардт сидит крайний справа (подписи Д. И. Менделеева), 1868

В Земледельческом институте он устроил образцовую химическую лабораторию, которая была гордостью института. В это же время читал в Сельскохозяйственном музее публичные лекции, изданные впоследствии отдельной книгой под названием «Химические основы земледелия» (1875). А. Н. Энгельгардт перевёл также книги Крокера «Руководство к сельскохозяйственному анализу» (1867) и Гофмана «Земледельческая химия» (1868).
За работы по химии Харьковский университет присвоил А. Н. Энгельгардту степень доктора химии, а Академия наук присудила ему и П. А. Лачинову Ломоносовскую премию (1870) за работу «О крезолах и нитросоединениях».
В связи со студенческими волнениями был арестован (1870) и выслан из Петербурга в своё имение в Батищево (1871).
Организовал рациональное хозяйство — образцовое хозяйство со школой для подготовки «интеллигентных землевладельцев». Наблюдения и взгляды на экономические процессы в деревне изложил в «Письмах из деревни», публиковавшихся в журнале «Отечественные записки» в 1872—1882 годах (последнее, 12-е письмо напечатано в «Вестнике Европы», 1887) и выдержавших несколько изданий.
А. Н. Энгельгардтом были выполнены работы по использованию фосфоритной муки в качестве фосфорных удобрений в Смоленской губернии. Важное значение он придавал зелёному удобрению. Он отмечал, что фосфоритная мука и сидерация — средства для приведения в культурное состояние громадных масс северных земель. А. Н. Энгельгардт был активным сторонником и пропагандистом применения известкования и минеральных удобрений в сочетании с органическими удобрениями.
Жена, Анна Николаевна Энгельгардт (дочь Н. П. Макарова) (1835/38—1903) — писательница, переводчица, составительница «Полного немецко-русского словаря» (1885). Обучалась в Елизаветинском институте в Москве, о чём оставила воспоминания — Очерки институтской жизни былого времени. (Из воспоминаний институтки).

## Память
- Именем А. Н. Энгельгардта была названа известная сельскохозяйственная опытная станция.
- Мемориальная доска установлена в селе Николо-Погорелое.